# Il sole che non vedi
Il sole che non vedi è un brano musicale del cantautore romano Renato Zero pubblicato nel 2009 nell'album Presente.

## Il brano
Il sole che non vedi è uno tra i più significativi brani dell'intero album Presente. Esso è stato scritto da Renato Zero e da Vincenzo Incenzo per il testo e da Renato Zero e Gianluca Podio  per la musica ed è stato prodotto (così come l'intero album di appartenenza) dallo stesso Renato Zero.
Renato Zero ha così presentato questo brano: